# Yuba (rivière)
La rivière Yuba est un affluent de la rivière Feather dans la vallée de Sacramento aux États-Unis en Californie. C'est l'une des branches les plus importantes de la rivière Feather fournissant près d'un tiers de son débit. Sa portion principale couvre 60 km de long, alors qu'elle provient initialement des branches nord, centrale et sud ; la confluence des deux premières est considérée comme le début véritable de la rivière Yuba. Elle draine environ 1 339 km2 des pentes ouest de la chaine de montagnes de la Sierra Nevada ainsi qu'une petite portion de la vallée de Sacramento.

## Étymologie
Le nom de la rivière vient d'un village Maidu, écrit sur les registres anciens comme « Yubu » est attribué à la rivière en 1844. Certains[Qui ?] prétendent que le nom est une variante de l'espagnol uba or uva, faisant référence aux plants de vigne qui poussent le long des berges de la rivière.

## Cours

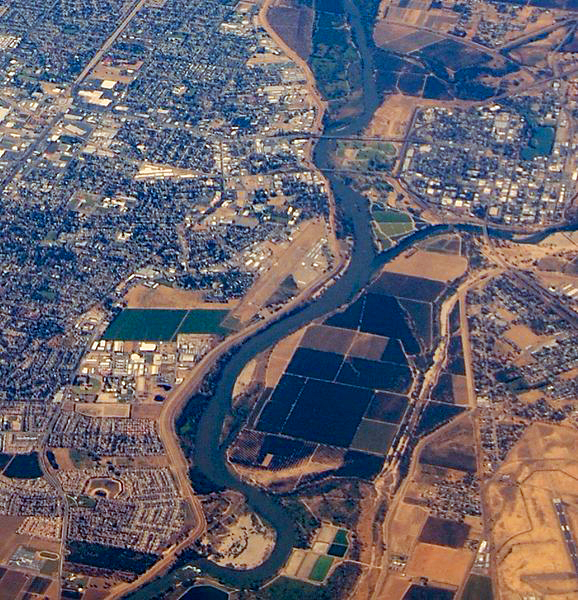
Confluence de la Feather et de la Yuba (à droite), près de Yuba City en Californie

La plus grande partie du débit de la rivière Yuba viens des branches nord, centrale et sud de la Yuba. Ces trois affluents vont vers l'ouest à partir des crêtes de la Sierra Nevada pour former la partie principale de la rivière Yuba. Le début du trajet principal est défini par la confluence de la branche nord et centrale de la rivière Yuba. La branche nord est la plus longue, mais la branche centrale est considérée comme le courant principal.

### Branche nord
La branche nord de la rivière Yuba fait 98 km de long et se développe près de la frontière est de la forêt nationale de Tahoe, sur les flancs de la montagne le long de la California State Route 49 (en). Elle s'écoule en direction du sud-ouest puis à l'ouest à travers un canyon de 1 000 m de profondeur au-delà du petit village de Downieville, où elle conflue avec la rivière Downie (en) et la Goodyears Bar. Elle rejoint alors Canyon Creek et Slate Creek, deux de ses principaux affluents, et peu après, se déverse dans le lac du barrage de New Bullards Bar, long de 197 m. Immédiatement après avoir quitté le barrage, elle rejoint la branche centrale pour former la partie principale de la rivière Yuba.

### Branche centrale
Ayant sa source dans une vallée en cuvette taillée dans la Moscovite, la branche centrale de la rivière Yuba, longue de 90 km, s'écoule vers le nord dans le barrage de Jackson Meadows (en), puis tourne vers l'ouest, descendant profondément dans une gorge, délimitant sur presque toute sa longueur la frontière ente le comté de Sierra au nord et le comté de Nevada au sud. La rivière s’oriente vers le sud-ouest puis à nouveau vers l'ouest, recevant le Kanaka Creek par sa droite et le Grizzly Creek par sa gauche. Elle traverse la California State Route 49 (en) à environ 3 km au nord-ouest de North San Juan, et après quelques kilomètres rejoint la branche nord de la rivière Yuba.

### Branche sud
La branche sud de la rivière, de 104 km de long, prend sa source au col Donner sur la crête de la Sierra Nevada, près de la ville de Soda Springs en Californie. Nourri de nombreux affluents venant de la fonte des neiges, elle court vers l'ouest à travers une vallée marécageuse remplie de petits lacs, le long de l'Interstate 80. La rivière s'écoule ensuite dans le lac Spaulding, qui est formé par le barrage du  lac Spaulding (en). Après le barrage, la rivière plonge vers le nord dans une vallée étroite. Le Canyon Creek conflue rive droite, puis le Poorman Creek aussi par sa droite près de la ville de Washington. La rivière continue vers l'ouest dans les foothills, passant sous la State Route 49, puis sous le pont couvert de Bridgeport. Son embouchure est située à l'est du lac Englebright (en), formé par le barrage établit au travers de la rivière Yuba.

### Cours principal
De la jonction de sa branche nord et centrale, la rivière Yuba s'écoule vers le sud puis vers le sud-ouest, à travers les contreforts de la Sierra Nevada, formant la limite entre les comtés de Yuba et de Nevada. La rivière s'élargit en un bras principal du lac Englebright près de French Bar, et est rejoint par la branche sud de la rivière Yuba dans le réservoir. La rivière Yuba quitte le barrage d'Englebright (en) près de Lake Wildwood et rejoint Deer Creek, le flux s'écoulant du lac, vers la gauche. La rivière Yuba s'écoule à partir de la montagne vers la vallée de Sacramento près des champs aurifères de Yuba (en), une section de la vallée où s'écoule la rivière Yuba River consiste en sédiments lessivés par le traitement hydraulique des produits des mines datant du XIXe siècle. La rivière tourne ensuite vers le sud-ouest, s'écoulant à travers le système d'irrigation des fermes du pays. Elle contourne ensuite la limite sud de la ville de Marysville et atteint sa destination dans la rivière Feather entre les villes de Marysville, Yuba City et Linda .

## Affluents
Dans l'ordre hiérarchique, en allant vers l'amont:
- Dry Creek
  - Keystone Creek
  - New York Creek
- Deer Creek
  - Squirrel Creek
  - North Fork Deer Creek
  - South Fork Deer Creek
- South Yuba River
  - Shady Creek
  - Humbug Creek
  - Poorman Creek
    - South Fork Poorman Creek

  - Fordyce Creek
    - North Creek

  - Rattlesnake Creek
  - Lower Castle Creek
  - Upper Castle Creek
- Dobbins Creek
- Middle Yuba River
- Clear Creek
  - Oregon Creek
    - Grizzly Creek
    - Brush Creek

  - Grizzly Creek
  - Indian Creek
  - Kanaka Creek
  - Wolf Creek
  - East Fork Creek
  - Pass Creek
  - French Creek
- North Yuba River
  - Willow Creek
  - Bridger Creek
    - Brandy Creek

  - Mill Creek
  - Slate Creek
  - Canyon Creek
    - Little Canyon Creek
    - East Fork Canyon Creek
    - South Fork Canyon Creek

  - Cherokee Creek
  - Fiddle Creek
  - Goodyears Creek
  - Downie River
    - Pauley Creek
    - Lavezzola Creek
      - Empire Creek
      - Sunnyside Creek
      - Spencer Creek

    - West Branch Downie River

  - Haypress Creek
  - Salmon Creek
  - Deer Creek
  - Lincoln Creek
  - Dorsey Creek

## Galerie

Différentes vues de la rivière
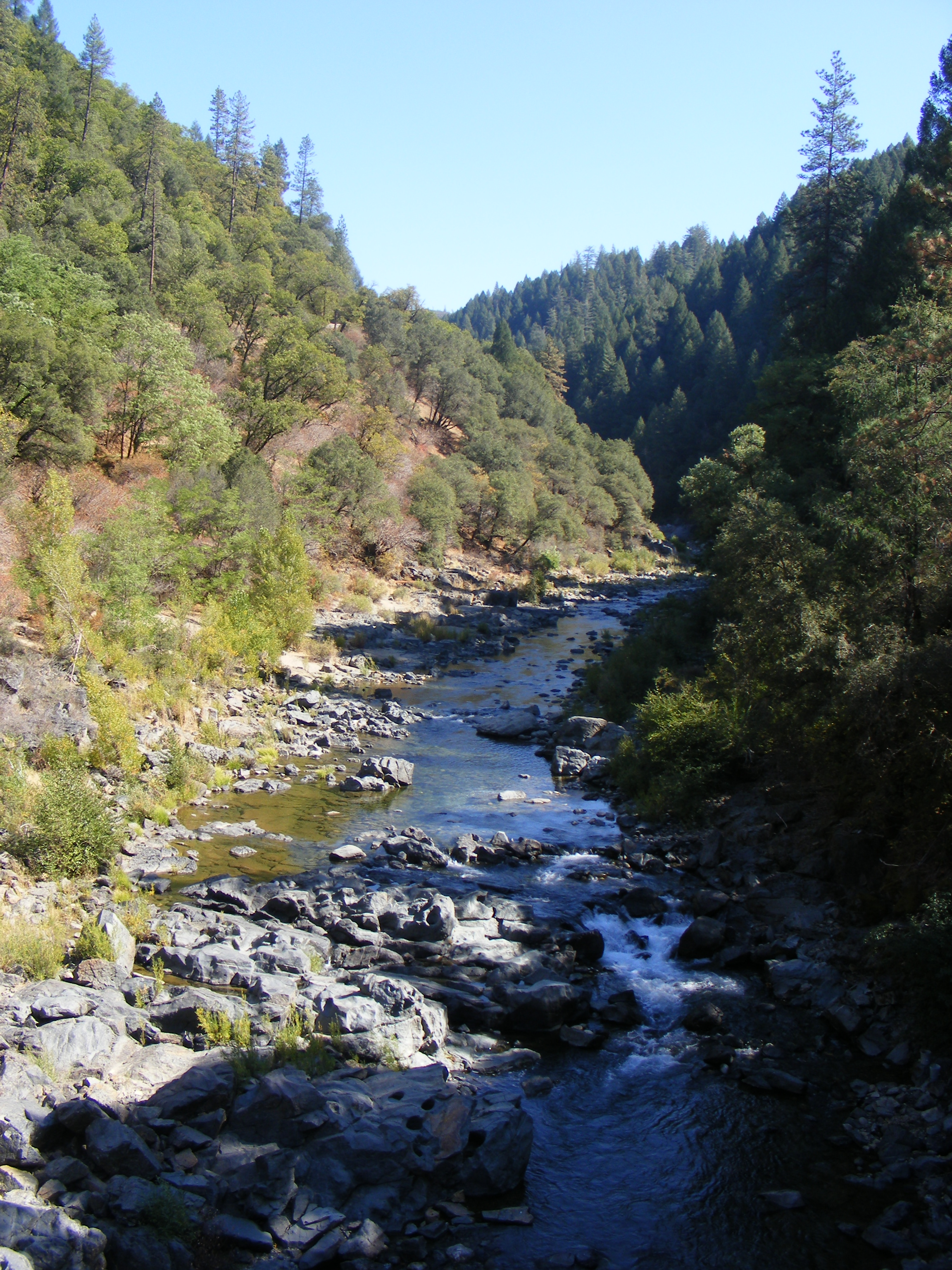
Une vue de la branche Sud de la rivière Yuba du Nord du pont routier de "Bloomfield"
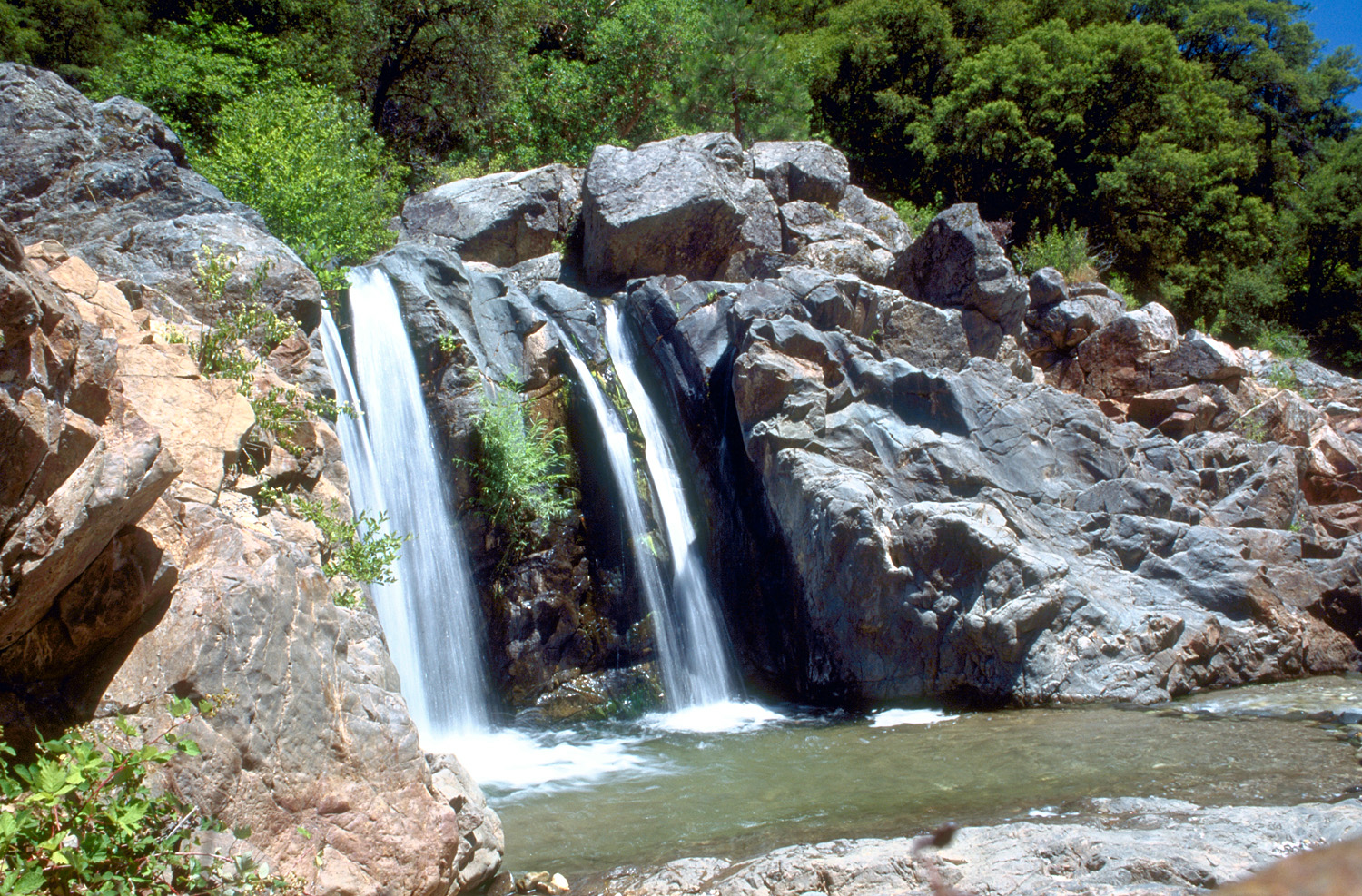
Une chute d'eau sur la branche sud de la rivière Yuba River dans le sud du par de " Yuba River State"
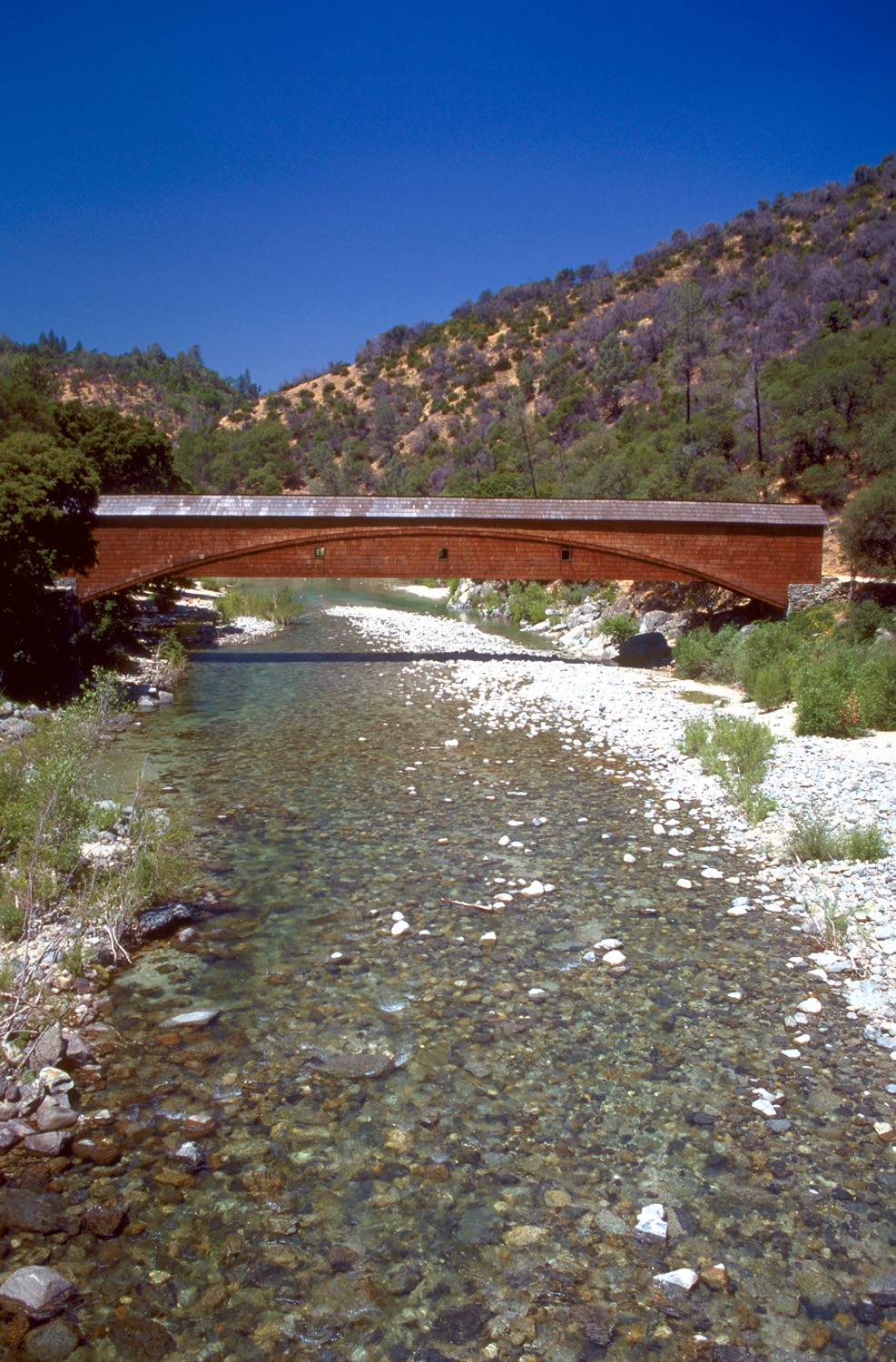
Le pont couvert sur la branche sud de la rivière Yuba dans le sud du "parc de l'état de la rivière Yuba "
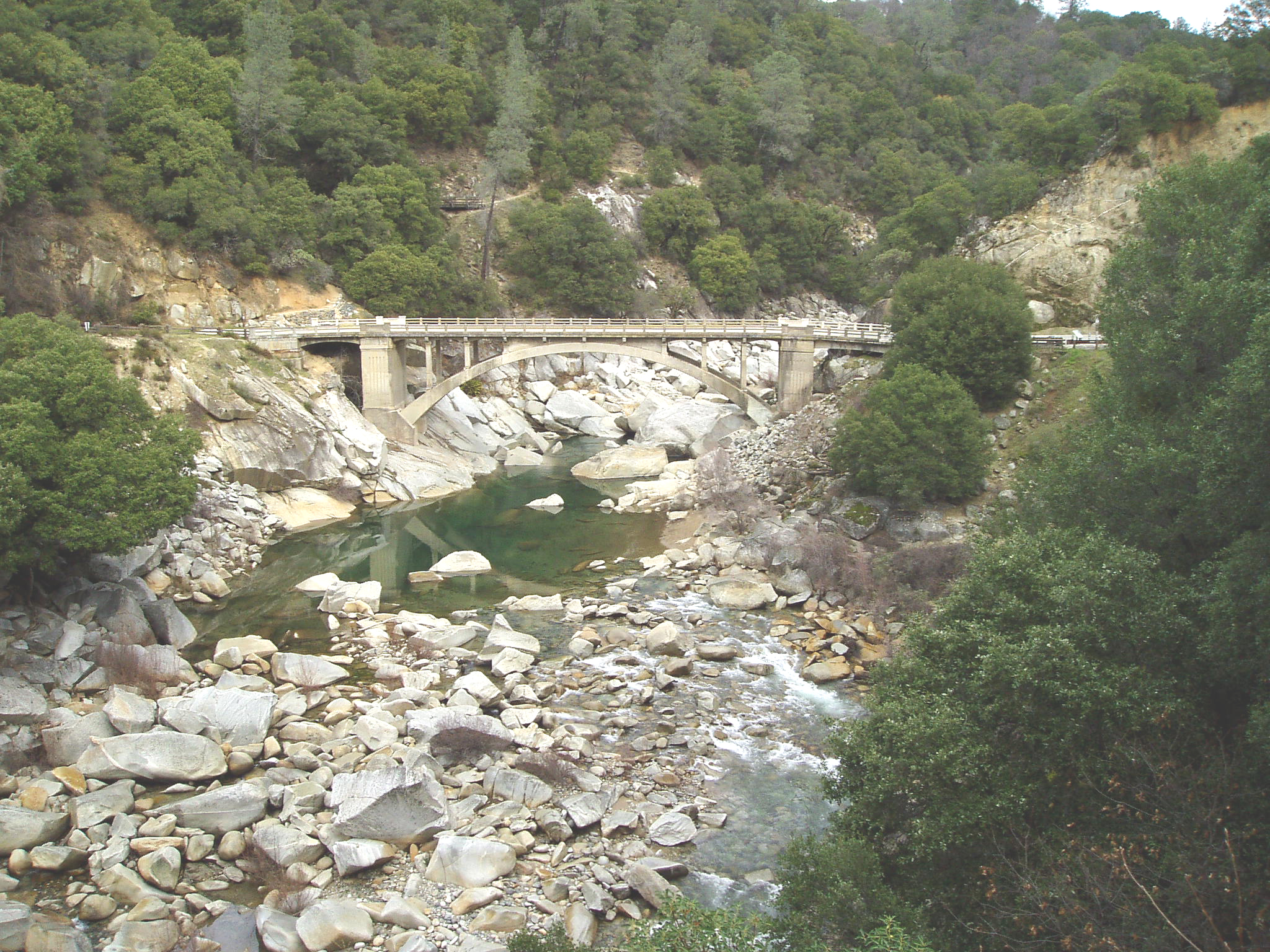
La branche sud de la rivière Yuba à son intersection avec la California State Route 49 (en)
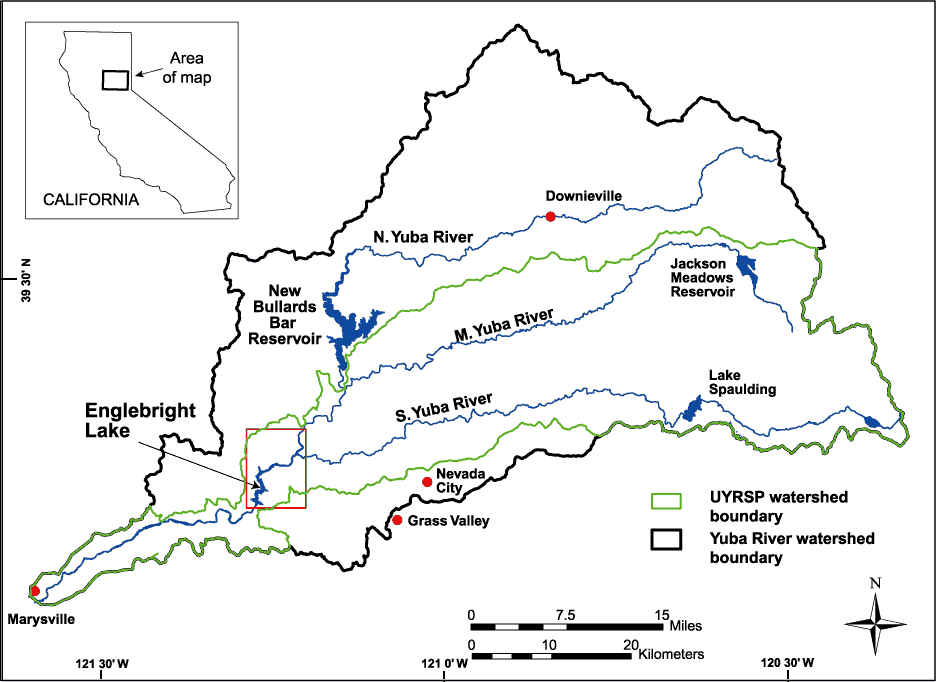
carte USGS des chutes d'eau de la rivière Yuba